# Sông Ruhuhu
Sông Ruhuhu (tên khác: sông Lohobu, sông Lugubu) là một sông ở miền nam Tanzania, đông châu Phi. Sông này bắt nguồn ở rặng núi Kipengere phía nam Njombe và chảy khoảng 160 km theo hướng đông nam và tây nam vào hồ Malawi ở ngay phía nam Manda. Đây là sông lớn nhất chảy vào hồ Malawi.